# Theodore Maiman
Teddy Harold Maiman, né le 11 juillet 1927 à Los Angeles et mort le 5 mai 2007 à Vancouver, est un physicien américain.

## Biographie
Il fait ses études à l'université du Colorado et à l'université Stanford.
Le 16 mai 1960, le physicien américain Théodore Maiman obtient pour la première fois une émission laser au moyen d'un cristal de rubis. Il a déposé une couche d'aluminium aux extrémités de la tige formant ainsi une cavité. L'impulsion est un rayon de couleur rouge.
Il reçoit en 1966 le Prix Oliver E. Buckley de la matière condensée décerné par l'American Physical Society.
Dans les années 1970, il est membre du Advisory Board of Industrial Research Magazine.
Il reçoit le prix japonais en 1987.